# Tom Mackintosh

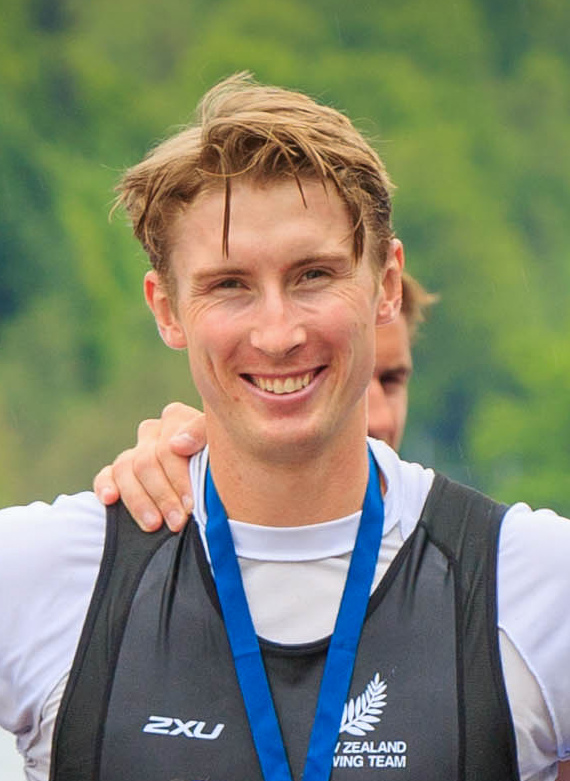
Tom Mackintosh, 2021

Thomas „Tom“ Mackintosh (* 30. Januar 1997 in Wellington) ist ein neuseeländischer Ruderer und Olympiasieger.

## Karriere
Tom Mackintosh gewann 2014 die Bronzemedaille im Vierer mit Steuermann bei den Junioren-Weltmeisterschaften. Bei den U23-Weltmeisterschaften 2017 belegte er den siebten Platz mit dem Achter. Im Jahr darauf gewann er die Bronzemedaille im Vierer ohne Steuermann bei den U23-Weltmeisterschaften 2018. Er trat auch bei den Weltmeisterschaften 2018 in der Erwachsenenklasse mit dem Vierer an, belegte aber nur den 15. Platz. 2019 erhielt er die Silbermedaille im Vierer ohne Steuermann bei den U23-Weltmeisterschaften. Bei den Weltmeisterschaften 2019 ruderte er mit dem ungesteuerten Vierer auf den 14. Rang. Der neuseeländische Achter belegte bei den Weltmeisterschaften 2019 den sechsten Rang. Da nur die ersten fünf Boote für die Olympischen Spiele in Tokio qualifiziert waren, mussten die Neuseeländer in der letzten Qualifikationsregatta antreten. Der neuseeländische Achter, in dem 2021 auch Tom Mackintosh saß, gewann die Regatta. Bei den Olympischen Spielen in Tokio siegten die Neuseeländer nach einem zweiten Platz im Vorlauf im Hoffnungslauf. Im Finale gewannen die Neuseeländer mit einer Sekunde Vorsprung vor dem Deutschland-Achter die Goldmedaille.
2022 wechselten Tom Mackintosh und Matt Macdonald aus dem Achter in den Zweier ohne Steuermann. Sie gewannen eine Regatta im Weltcup. Bei den Weltmeisterschaften in Račice u Štětí wurden die beiden Neuseeländer aber nur Sechste. 2023 trat Mackintosh im Einer an. Bei den Weltmeisterschaften in Belgrad siegte der Deutsche Oliver Zeidler vor dem Niederländer Simon van Dorp. Eine Sekunde hinter dem Niederländer erkämpfte Mackintosh die Bronzemedaille knapp vor dem Griechen Stefanos Douskos. Ein Jahr später bei den Olympischen Spielen in Paris belegte Mackintosh den fünften Platz im Einer.